# Михайлов, Александр Евгеньевич
Алекса́ндр Евге́ньевич Миха́йлов — советский хозяйственный, государственный и политический деятель, председатель исполкома Тюменского областного Совета депутатов трудящихся (1964-1967).

## Биография
Михайлов Александр Евгеньевич родился в 1912 в д. Малиновка Кордымского района Смоленской области. В 1939 окончил Ленинградский зоотехнический институт. Член КПСС с 1939 г.  
С 1932 г. на хозяйственной и партийной работе. 
1932-1934 - старший зоотехник Вельского районного животноводческого объединения г. Белый Смоленской области. 
1934-1941 - зоотехник, старший зоотехник Вельского районного земельного отдела Смоленской области. 
В октябре-ноябре 1941 г. эвакуирован в Омскую область. 
1941-1943  - старший зоотехник Солдатского районного земельного отдела, с. Солдатское Омской области. 
1943-1944 - главный зоотехник Омского областного земельного отдела. 
В апреле-сентябре 1944 г. работал начальником управления животноводства Омского областного земельного отдела. 
В 1944-1946 - заместитель начальника Тюменского областного земельного отдела. 
1946-1947  - начальник Тюменского областного отдела животноводства. 
1947-1952 - заместитель начальника Тюменского областного управления сельского хозяйства. 
1953-1954  - начальник управления животноводства Тюменского областного управления сельского хозяйства и заготовок. 
1954-1955 - заместитель начальника Тюменского областного управления сельского хозяйства. 
1955-1958  - председатель исполкома Абатского районного Совета депутатов трудящихся, с. Абатское Тюменской области. 
1958-1959 - председатель исполкома Голышмановского районного Совета депутатов трудящихся, пос. Голышманово Тюменской области. 
1959-1962 - первый секретарь Абатского райкома КПСС. 
1962-1963 - начальник Омутинского территориального производственного совхозно-колхозного управления, с. Омутинское Тюменской области. 
1963-1964  - второй секретарь Тюменского сельского обкома КПСС. 
1964-1967  - председатель исполкома Тюменского областного Совета депутатов трудящихся. 
1967-1973 - заместитель начальника Главтюменнефтегаза по кадрам и быту. 
Награжден орденом «Знак Почета» (1951), тремя орденами Трудового Красного Знамени (1954,1957,1966), медалями «За доблестный труд в Великой Отечественной войне 1941-1945 гг.», «За освоение целинных земель» (1957).